# South of the Border (Robbie Williams)
South of the Border è una canzone del 1997 di Robbie Williams, terzo singolo estratto dal suo album di debutto Life thru a Lens. Il singolo è considerato uno dei più grandi flop commerciali di Williams, non essendo riuscito neppure ad entrare nella top ten inglese, nonostante il cantante consideri il brano uno dei suoi migliori.
Per molti, l'insuccesso di South of the Border avrebbe potuto segnare la fine della carriera di Williams.

## Tracce
UK CD1
1. South of the Border – 3:40
2. Cheap Love Song – 4:10
3. South of the Border [187 Lockdown's Borderline Mix] – 6:19
4. South of the Border [Phil' The Kick Drum' Dance + Matt Smith's Nosebag Dub] – 8:31

UK CD2
1. South of the Border – 3:40
2. South of the Border [Mother's Milkin' It Mix] – 7:09
3. South of the Border [Phil' The Kick Drum' Dance + Matt Smith's Filthy Funk Vocal Remix] – 8:31
4. South Of The Border [187 Lockdown's Southside Dub] – 06:11
5. South of the Border [Shango + Danny Howells' The Unknown DJ's Meet Cocaine Katie Mix] – 9:32

## Classifiche
| Classifica (1997) | Posizione massima |
| ----------------- | ----------------- |
| Regno Unito       | 14                |